# 中坪淳彦
中坪 淳彦（なかつぼ あつひこ）は、日本の音楽家、作曲家、編曲家、音楽プロデューサー、リミキサー、シンセサイザー奏者、キーボーディスト。
音楽制作レーベル「TTB studio」代表。Fish tone（フィシュ・トーン）というソロ・プロジェクト名義でも活動している。

## 概要
楽曲の多くはテクノやエレクトロ・ポップを主体とし、パソコンゲーム音楽、アニメソング、ファッションショー、舞台音楽、国体などの様々な場で楽曲制作を行っている。
現在までに日本のメジャー・レーベルより計4枚のオリジナル・アルバムをリリース。また、キングレコードより発売された「verve-circle」シリーズを始めとするコンピレーション・アルバムにも多数楽曲を提供しており、世界各国のテクノ・トランス系のコンピレーション・アルバムにも参加している。
2000年から2005年までは、札幌市に本拠地を置く音楽制作集団「I've」に所属していた。
楽曲制作には1970～1980年代のアナログシンセサイザーを主として使用しており、PCソフトやソフトシンセサイザーをほとんど使用しないのが最大の特徴。
同じくTTB studioに所属するモモイヒトミを始めとした他のアーティストのサウンド・プロデュースや楽曲提供、イベント・ライブへの参加など、活躍の場を広げている。

## 来歴
1982年、テクノ・エレクトロミュージックを中心とした音楽活動を開始。
1993年、従来の音楽活動とは別に、自身の楽曲制作の拠点としてインディーズの音楽レーベル「TTB studio」を設立。スタジオは自宅の一角に設けられた。
1999年、個人プロジェクト名として「Fish tone」という別名義での活動を開始。
2000年、音楽制作集団「I've」に参加し、数々の楽曲の作曲、編曲、リミックスを手掛ける。また、同時期に日本コロムビアより初のオリジナルアルバム「fish tone」を発売。
2001年、2枚目のオリジナルアルバム「KING JOE」を発売。
2005年、自身の音楽活動に専念すべくI'veを脱退。また、日本クラウンより3枚目のオリジナルアルバム「ノワイ・ユ」を発売。ゲストボーカルとしてI'veのMELLとSHIHOが参加した。
2006年、北海道の苫小牧市にて行われた冬季国体のOPテーマ曲を担当。
2011年、4枚目のオリジナルアルバムとなる「SALON MUZIK」をFaith Traxレーベルからリリース。

## 作品

### I've関連

#### 作曲・編曲
- 王子よ ～月の裏から～／島みやえい子
- World My Eyes／島みやえい子
- World My Eyes -Proto Type-／MELL
- 恋のマグネット／MOMO
- Lupe／KOTOKO
- cross up／KOTOKO
- DuDiDuWa*lalala／KOTOKO（KOTOKOと共作曲）

#### 編曲
- Now and heaven／島みやえい子
- 宇宙の花(e)／島みやえい子
- Mosquito／島みやえい子
- 祈りの時代／MELL
- See You ～小さな永遠～ -P.V ver.-／I've Special Unit（高瀬一矢と共編曲）
- 想い出は風の中で･･･／KOTOKO
- Time rolls on...／KOTOKO
- Face of Fact／KOTOKO（C.G mixと共編曲）
- 痛いよ／KOTOKO
- loose／KOTOKO
- satirize／宮崎麻芽
- あなたが好き／詩月カオリ
- カーネーション／妙
- Mermaid blues／karuta

#### リミックス
- verge -Revive mix-／島みやえい子
- Treating 2U -wrap up style-／MAKO
- bite on the bullet -under mellow style-／MAKO
- I pray to stop my cry -Nine ball mix-／MAKO
- See You ～小さな永遠～ -Mixed up ver.-／MAKO
- FUCK ME -Radio Activity mix-／SHIHO
- 想い出は風の中で･･･ -Remix-／KOTOKO
- Now and Heaven -KOTOKO ver.-／KOTOKO
- 涙の誓い -the diving pledge of tears-／KOTOKO
- Crossed Destiny -FISH中坪 Arrange-／KOTOKO
- Face of Fact -Remix-／KOTOKO
- 冬の雫 -White Summer Style-／KOTOKO
- Undying Love -Remix-／KOTOKO
- amethyst -Remix-／KOTOKO
- Time rolls on... -FISH TONE mix-／YUCCO
- Cross talk -Mixed up ver.-／詩月カオリ
- Senecio -Album mix-／詩月カオリ

### オリジナル作品

#### アルバム
- FISH TONE（2000年11月18日）
- KING JOE（2001年7月21日）
- ノワイ・ユ（2005年5月25日）
- 舞台音楽集 Water・Birds・Wind（2006年4月4日）
- SALON MUZIK（2011年10月12日）

#### セルフリミックスアルバム
- REVIVE（2007年11月26日）
  - 1stアルバム「FISH TONE」のリマスタリング（正確には初期プロット段階）作品をセルフミックス。そのためタイトルも「REVIVE」という。

#### クラブイベント限定CD
- 2006 SEPTEMBER（2006年9月）

下記２作は2007年9月のクラブイベント「Intersect Fractional. Vol.4 -AVSS 3rd Anniversary-」の会場にて発売。
iTunes Storeにて購入可能。
- 【赤盤】2007 SEP
- 【青盤】RIOT OF ELECTRON